# Exsultet

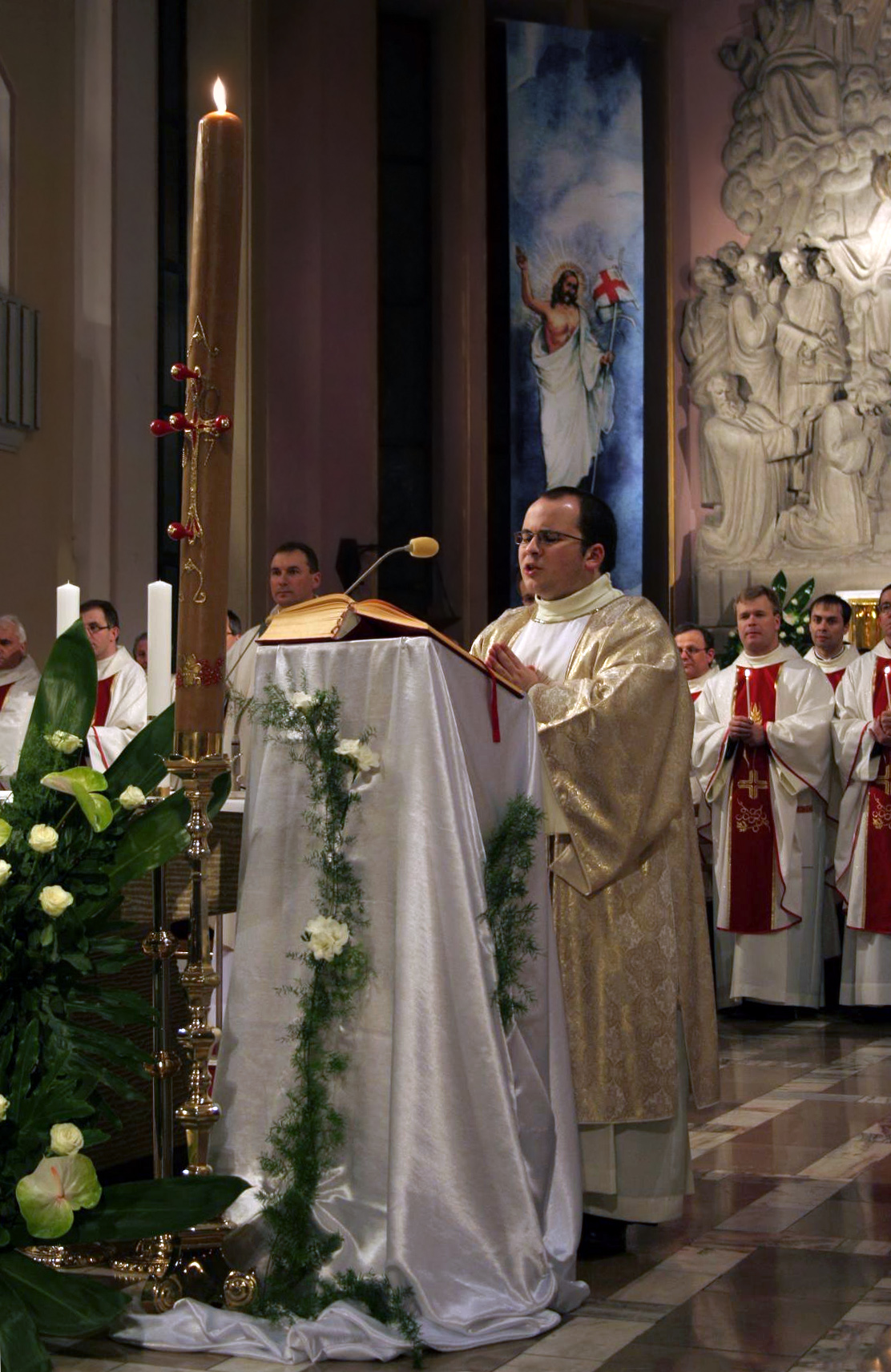
O Exsultet em uma igreja da Polônia

O Exsultet (escrito nas edições anteriores a 1920 do Missal Romano como Exultet), conhecido também como Proclamação da Páscoa (em latim: Praeconium Paschale),  é uma proclamação cantada e proferida antes do círio pascal, de preferência por um diácono, durante a Vigília Pascal no Rito Romano da Missa. Na ausência de diácono, pode ser cantada por um padre ou por um cantor. É cantado após uma procissão com o círio pascal antes do início da Liturgia da Palavra. Também é usado nas igrejas anglicanas e luteranas e em outras denominações cristãs ocidentais.

## História
Desde a revisão dos ritos da Semana Santa no ano de1955, o Missal Romano dá explicitamente o título Præconium (proclamação ou louvor) ao Exsultet, como já o fazia implicitamente na fórmula que dirigia para abençoar o diácono antes do canto: ut digne et competenter annunties suum Paschale præconium. Fora de Roma, o acendimento do círio pascal pode ter sido uma antiga tradição na Itália, na Gália, na Espanha e talvez, a partir da citação de Santo Agostinho (De Civ. Dei, XV, xxii) do rito, na África. O Liber Pontificalis atribui ao Papa Zósimo a sua introdução na igreja local de Roma.
A fórmula utilizada para o Præconium nem sempre foi o Exsultet, embora possa ser verdade supor que a fórmula do Præconium onde outras fórmulas contemporâneas à ela desapareceram. No Liber Ordinum, a fórmula é numa espécie de benção de bênção; e o Sacramentário Gelasiano tem a oração Deus mundi conditor, que não é encontrada em nenhum outro lugar, mas contendo o famoso "louvor da abelha" - possivelmente uma reminiscência vergiliana - que é encontrado modificações em todos os textos do Præconium até agora.
A composição do Exsultet nos leva a situar sua data de composição talvez por volta no século V, e não depois do século VII. Os primeiros manuscritos em que aparece são em um dos três Sacramentários Galicanos: o Missal Bobbio (século VII), o Missale Gothicum e o Missale Gallicanum Vetus (ambos do século VIII). O manuscrito mais antigo do Sacramentário Gregoriano (Vat. Reg. 337) não contém o Exsultet, porém foi adicionado no suplemento ao que foi vagamente chamado de Sacramentário de Adriano, e provavelmente foi redigido sob a direção de Alcuíno.
Tal como está na liturgia, ele pode ser comparada com duas outras formas: a bênção dos ramos no Domingo de Ramos e a bênção da pia batismal na Vigília Pascal. A ordem é:
- Um convite aos presentes para se unirem ao diácono na invocação da bênção de Deus, para que os louvores do círio sejam dignamente celebrados. Este convite, carente das duas bênçãos que acabamos de mencionar, pode ser comparado a um Orate fratres mais geral, e a sua idade é atestada pela sua presença na forma ambrosiana, que por outro lado é diferente da forma romana. Esta seção termina com o per omnia saecula saeculorum, e continua com...;
- Dominus vobiscum etc., Sursum corda etc., Gratias agamus etc. Esta seção serve de introdução ao corpo do Præconium, expresso na forma eucarística para destacar sua solenidade.
- O Præconium, que tem a natureza de um Prefácio, ou, como é referido no Missale Gallicanum Vetus, uma contestatio. Primeiro, devemos traçar um paralelo entre a Páscoa da Antiga e da Nova Aliança, com a vela representando a Coluna de Fogo. Aqui, a linguagem litúrgica possui níveis que é difícil encontrar algo semelhante na literatura cristã.

Nos livros litúrgicos do Rito Romano anteriores a 1970, o diácono ou, se não houvesse diácono, o próprio sacerdote, tira as vestes violetas e usa uma dalmática branca ou dourada para a procissão de entrada na igreja com a vela pascal e o canto ou recitação do Exsultet, revestindo as vestimentas violetas depois. Nos livros posteriores, as vestimentas brancas são usadas durante todo o "rito". A aposição, nos livros pré-1955 do Rito Romano, os cinco grãos de incenso nas palavras incensi hujus sacrificium foram removidos na revisão do Papa Pio XII .
O canto é geralmente uma forma elaborada do conhecido recitativo do prefácio. Em alguns usos, a palavra accendit foi estendida para preencher a pausa, que de outra forma deveria ocorrer enquanto, na forma do rito anterior a 1955, o diácono acende a vela. Na Itália, o Præconium era cantado em longas tiras de pergaminho, desenroladas gradualmente à medida que o diácono prosseguia. Estes rolos Exsultet foram decorados com iluminuras e com retratos de monarcas contemporâneos, cujos nomes eram mencionados no decorrer do Præconium. O uso destes rolos de pergaminho, tanto quanto se sabe atualmente, limitou-se à Itália. Os melhores exemplos datam dos séculos X e XI. 

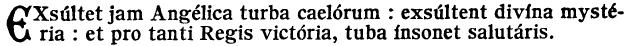
O início do Exsultet no Liber Usualis

## Texto do Exsultet em português
Texto em português
Exulte o céu, e os anjos triunfantes, mensageiros de Deus, desçam cantando; façam soar trombetas fulgurantes, A vitória de um Rei anunciando.
Alegre-se também a terra amiga, que meia há tantas luzes resplandece; e, vendo dissipar-se a treva antiga, ao som do eterno Rei brilha e se aquece.
Que a Mãe Igreja alegre-se igualmente, erguendo as velas deste fogo novo, e escute, reboando de repente, o júbilo cantado pelo povo.
E vós, que estais aqui, irmãos queridos, em torno desta chama reluzente, erguei os corações e, assim unidos, invoquemos o Deus onipotente.
Ele, que por seus dons na reclama, quis que entre os seus levitas me encontrasse: para cantar a glória desta chama, de sua luz um raio me traspasse!
– O Senhor esteja convosco.
– Ele está no meio de nós.
– Corações ao alto.
– O nosso coração está em Deus.
– Demos graças ao Senhor, nosso Deus.
– É nosso dever e nossa salvação.
Sim, verdadeiramente é bom e justo Cantar o Pai de todo o coração, e celebrar seu filho Jesus Cristo, tornado para nós um novo Adão.
Foi ele quem pagou do outro a culpa, quando por nós à morte se entregou: para pagar o antigo documento, na cruz todo o seu sangue derramou.
Pois eis agora a Páscoa, nossa festa, em que o real Cordeiro se imolou: marcando nossas portas, nossas almas, com seu divino sangue nos salvou.
Esta é, Senhor, a noite em que do Egito retirastes os filhos de Israel, transpondo o Mar Vermelho a pé enxuto, rumo a terra onde correm leite e mel.
Ó noite em que a coluna luminosa as trevas do pecado dissipou, e aos que creem no Cristo em toda a terra em novo povo eleito congregou!
Ó noite em que Jesus rompeu o inferno, ao ressurgir da morte vencedor: de que nos valeria ter nascido, se não nos resgatasse em seu amor?
Ó Deus, quão estupenda caridade vemos no vosso gesto fulgurar: Não hesitais em dar o próprio Filho, para a culpa dos servos resgatar.
Ó pecado de Adão indispensável, pois Cristo o dissolve em seu amor; ó culpa tão feliz, que há merecido a graça de um tão grande Redentor!
Só tu, noite feliz, soubeste a hora em que o Cristo da morte ressurgia; e é por isso que de ti foi escrito: A noite será luz para o meu dia! Pois esta noite lava todo o crime, liberta o pecador do seus grilhões; dissipa o ódio e dobra os poderosos, enche de luz e  paz os corações.
Ó noite de alegria verdadeira, que prostra o Faraó e ergue os Hebreus, que une de novo ao céu a terra inteira, pondo treva humana a luz de Deus.
Na graça desta noite o vosso povo acende um sacrifício de louvor; acolhei, ó Pai Santo, o fogo novo: não perde, ao dividir-se, o seu fulgor.
Cera virgem de abelha generosa, ao Cristo ressurgido trouxe a luz: eis de novo a coluna luminosa, que o vosso povo para o céu conduz.
O círio que acendeu as nossas velas possa esta noite toda fulgurar; misture sua luz à das estrelas, cintile quando o dia despontar.
Que ele possa agradar-vos como o Filho, que triunfou da morte e vence o mal: Deus, que a todos acende no seu brilho, e um dia voltará, sol triunfal.
Amém. 